# Hubertendorf
Hubertendorf (früher auch Höbattendorf) ist eine Ortschaft (seit 2019) in der Katastralgemeinde Kottingburgstall der Marktgemeinde Blindenmarkt, Niederösterreich.

## Geografie
Das Dorf liegt drei Kilometer östlich von Blindenmarkt, nördlich der Westbahn und ist über die Landesstraße L6015 erreichbar. Südlich von Hubertendorf befindet sich an der Wiener Straße (B1) das Schloss Hubertendorf, das früher eine landwirtschaftliche Fachschule beherbergte, während des Nationalsozialismus eine NPEA und heute touristisch genutzt wird.

## Geschichte
Im Franziszeischen Kataster von 1822 ist Hubertendorf weiter südlich und mit mehreren, auch aktuell existierenden Gehöften verzeichnet. Im Jahr 1822 wurde der Ort als Dorf mit 13 Häusern genannt, das nach Blindenmarkt eingepfarrt war, wohin auch die Kinder eingeschult wurden. Die Herrschaft Auhof besaß die Ortsobrigkeit, übte die Landgerichtsbarkeit aus und besorgte die Konskription. Die Untertanen und Grundholde des Ortes gehörten den Herrschaften Auhof und Hainstetten.
Laut Adressbuch von Österreich war im Jahr 1938 in Hubertendorf die Starhemberg’sche Gutsverwaltung ansässig. Etwas außerhalb gab es einen Steinbruch.
Der heute bedeutendere Ortsteil nördlich der Westbahn entstand erst im letzten Viertel des 20. Jahrhunderts. 